# Dwyryd

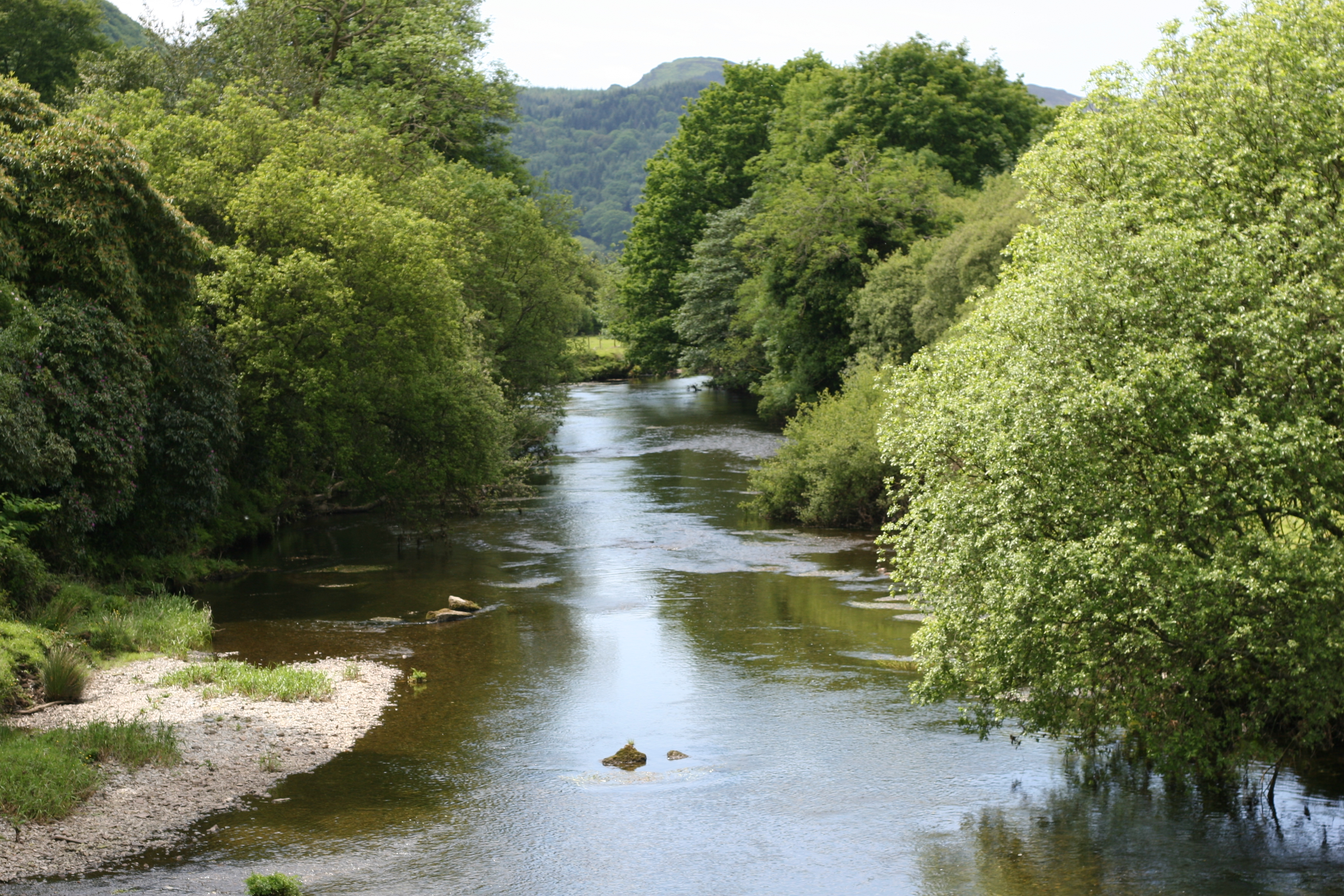
Rivier Dwyryd bij Maentwrog

Dwyryd (Afon Dwyryd) is een rivier in Gwynedd, Noord-Wales. De rivier stroomt westwaarts en mondt uit in zee ten zuiden van Porthmadog.